# Openbare Bibliotheek Tarragona
De Openbare bibliotheek Tarragona (OBT), in het Catalaans Biblioteca Pública de Tarragona, is een openbare bibliotheek, eigendom van de Spaanse Staat en beheerd door de Generalitat de Catalunya, in Tarragona, hoofdplaats van de gelijknamige provincie.
Behalve de gewone collectie boeken en tijdschriften voor dagelijks gebruik, heeft de bibliotheek een uitgebreid  historisch fonds met 318 handschriften (uit de tiende tot de achttiende eeuw), 230 wiegedrukken, 401 banden uit de bibliotheek van onderkoning Peter IV van Empúries (1611-1690) en meer dan 35.000 boeken uit de zestiende tot negentiende eeuw. Daarnaast een modern fonds van meer dan 276.000 werken, een collectie dagbladen en tijdschriften die teruggaat tot in 1896. In 2014 beschikte het audiovisuele fonds over een 25.000 gegevensdragers. Sedert 2009 staan de fragiele tijdschriften in digitale form ter beschikking van het publiek en wetenschapsmensen. 

## Geschiedenis
De bibliotheek werd opgericht in 1846 om de uitgebreide verzamelingen van onder meer de kloosters van Poblet en Santes Creus te beheren. Sedert het einde van de achttiende eeuw werden in Spanje weinig productief vastgoed en goederen uit de dode hand voornamelijk van de kerk en grote adellijke families openbaar verkocht in ruil voor staatspapieren met vaste rente (de zogenaamde desamortització), met de bedoeling ze te privatiseren en zo de economie te stimuleren. Voor de kloosterbibliotheken leek deze oplossing minder aangewezen en daarom werden in het midden van de negentiende eeuw de provinciale bibliotheken opgericht.
Na een zwerftocht over verschillende locaties, heeft de bibliotheek in 1962 een vast onderkomen gevonden in het huidige gebouw, naar een ontwerp van architect Antoni Pujol, oorspronkelijk bedoeld als kostschool voor de Orde van Onze Lieve Vrouwe van Weldadigheid. De nooit gebruikte en onafgewerkte ruwbouw werd in 1951 door de provinciearchitect Francesc Monravà i Soler tot cultuurcentrum (Casa de la Cultura) omgebouwd. In 1962 werd het centrum omgebouwd tot bibliotheek. Daarna volgende nog een reeks moderniseringswerken (in 1986, 1992, 2000 en 2005). Het historisch fonds werd geclasseerd als Cultureel Erfgoed van Nationaal Belang (BCIN) en het gebouw  als Cultureel Erfgoed van Lokaal Belang (BCIL).

## Fondsen

### Erfgoedbibliotheek

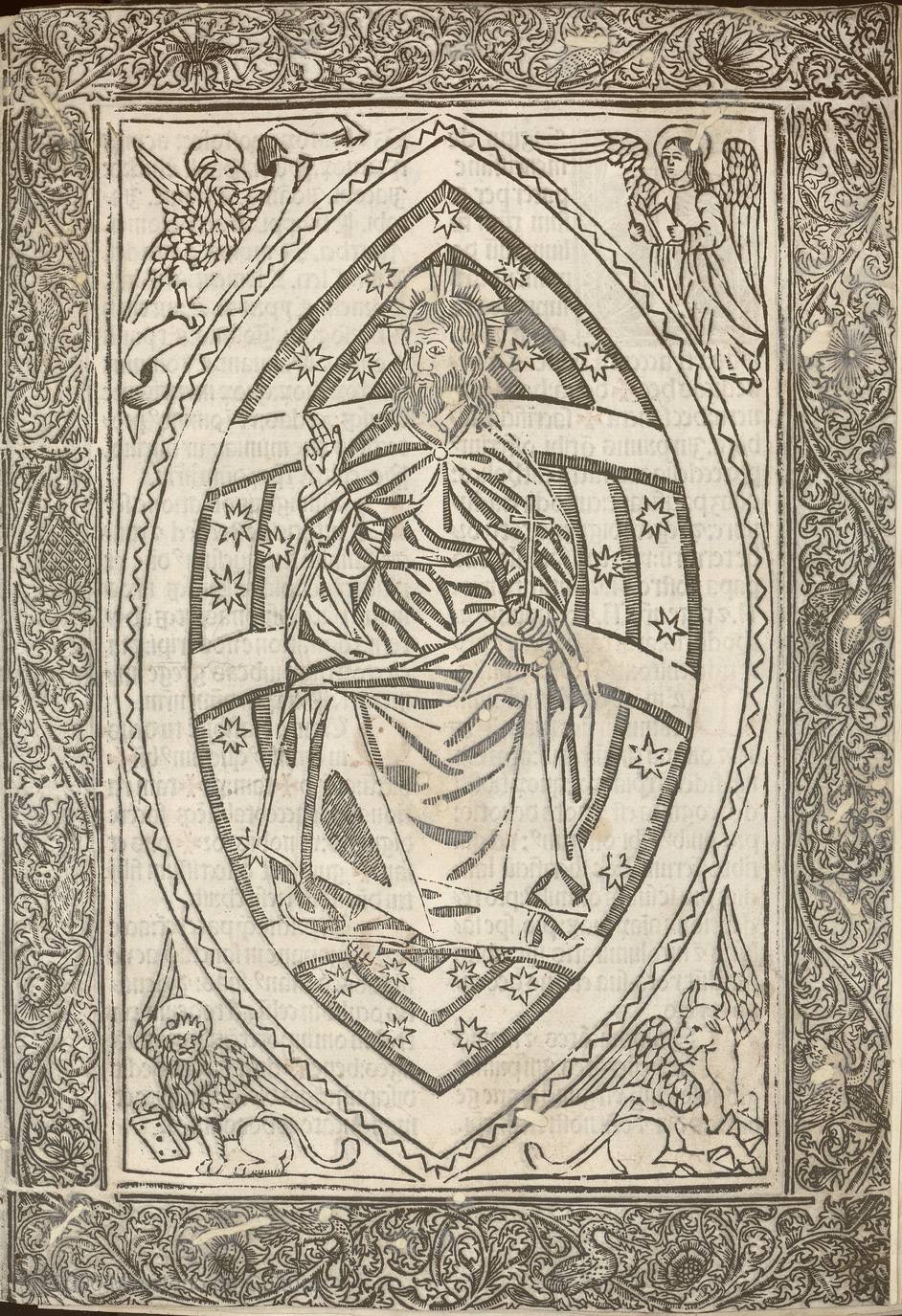
Wiegedruk Missale Tarraconensis

De erfgoedbibliotheek wordt hoofdzakelijk gevormd uit stukken afkomstig uit de kloosterbibliotheken verrijkt met enkele latere schenkingen. Het zijn nu in totaal 35.000 boekdelen en 10.838 documenten. Dit deel is nog niet gescand en kan enkel na afspraak ter plekke ingekeken worden.
Handschriften
De 169 handschriften uit het klooster van Santes Creus vormen het hoofdaandeel. De meeste werken zijn in het Latijn, een is in het Grieks en vier in het Catalaans, hoofdzakelijk over kerkelijke en religieuze aangelegenheden. Twintig 17de-eeuwse manuscripten komen uit de collectie van Peter IV van Empúries, en behandelen geschiedkundige, literaire en diplomatische thema's.  Alle handschriften kunnen on line ingekeken worden op de Biblioteca Virtual del Patrimonia Bibliográfico.
Wiegedrukken
De 220 incunabels bevatten enkele uiterst zeldzame werken zoals:
- in het Latijn: Missale Tarraconense (Tarragona: 1499) en  Physica Pauperum (Barcelona: 1482);
- in het Catalaans: Regiment dels Princeps d'Aegidius Columna (Barcelona: 1480), de Constitucions de Catalunya (Barcelona: 1495), i Lo primer llibre del Crestià van Francesc Eiximenis (València: 1483);

en ook nog het allereerste boek dat ooit in Tarragona gedrukt werd: Manipulus Curatorum van Guido de Monte Rocherii (1483). De microfilms van die werken kunnen ter plekke geraadpleegd worden.
Bibliotheek van de onderkoning Peter IV van Empúries

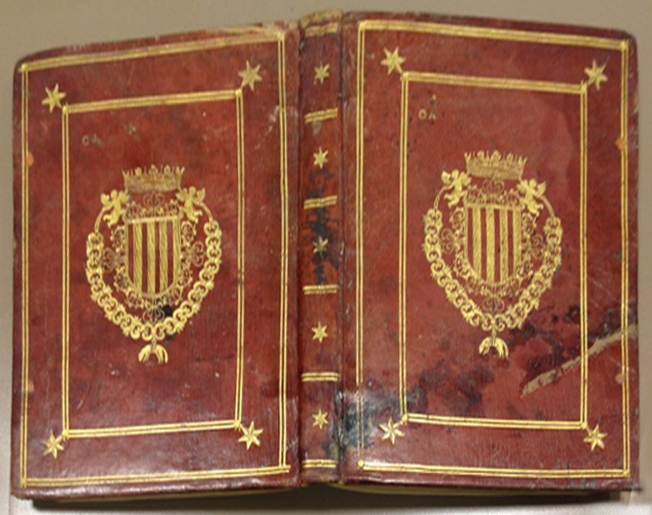
Sobre las plazas de la ciudad de Nápoles: rijk versierde leren band met senyera uit de bibliotheek van Peter IV

Peter IV van Empúries (1611-1690) was een belangrijk politiek figuur aan het hof van Filips IV en Karel II van Spanje. Als onderkoning en kapitein-generaal van Catalonië en als onderkoning van Napels verzamelde hij een uitgebreide collectie boeken, vooral tijdens zijn Italiaanse periode (1662-1672), over de meest uiteenlopende onderwerpen: politiek, geschiedenis, staathuishoudkunde en krijgsvoering, gekenmerkt door zeer fraaie boekbanden. Peter IV was een belangrijk mecenas voor het klooster van Poblet, aan wie hij na zijn dood zijn bibliotheek geschonken heeft. Van de oorspronkelijk 3600 boekdelen bevinden zich er 401 in de bibliotheek van Tarragona en nog enkele in de bibliotheek van de abdij.

### Lokaal fonds

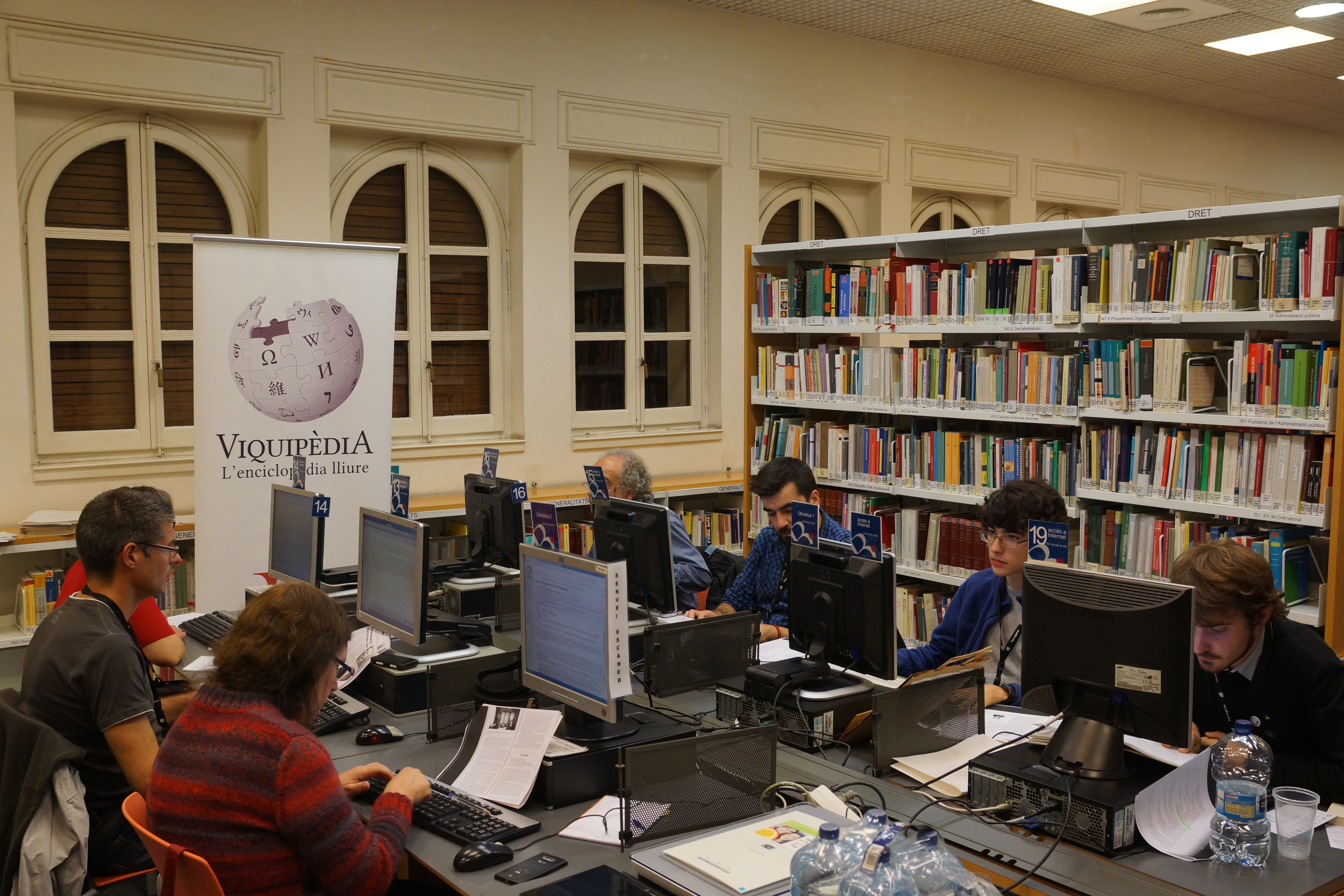
Wikipedia-schrijfmarathon tijdens het jaarlijkse congres van de Catalaanstalige Wikipedia in de leeszaal van de bibliotheek van Tarragona in 2014

Sedert de tweede helft van de negentiende eeuw is de OBT begonnen met het conserveren van werken over Tarragona of van Tarragoonse schrijvers, wat ondertussen tot een zeer uitgebreide collectie is uitgegroeid. De collectie tijdschriften die begint in 1897 bevat meer dan negenhonderd titels: publicaties van verenigingen, politieke partijen, scholen, van de gemeenten, satirische magazines, schooltijdschriften enz. Dit fonds moet onder meer de studie van de lokale geschiedenis en het erfgoed stimuleren. De gegevensbank van de lokale en comarcale pers werd gestart in 1997: nieuws, opinieartikelen, lezersbrieven, interviews en hoofdartikelen is beschikbaar via internet, met mogelijkheid van voltekstopzoekingen voor publicaties na 2005.

### Hedendaags fonds
Het hedendaags fonds bestaat uit meer dan 276.000 boekdelen, waarvan al vier vijfde in de on-linekatalogus geïnventariseerd werden.  De meeste werken zijn vrij toegankelijk en kunnen ook uitgeleend worden. Minder gelezen werken worden in de reserve bewaard en zijn beschikbaar op afroep. Ook een 2000-tal tijdschriften staan ter beschikking, hetzij in papieren versie, hetzij voor oudere en fragielere werken, online: Biblioteca Virtual de Premsa Històrica (virtuele bibliotheek van historische tijdschriften en dagbladen). Voor documenten vanaf 2005 zijn online-opzoekingen mogelijk. Er is ook nog een steeds aan belang winnende afdeling digitale en audiovisuele media.